# Harald Viggo Hansteen
Harald Viggo Hansteen (* 13. September 1900 in Oslo; † 10. September 1941 ebenda) war ein norwegischer Jurist, Gewerkschafter und Politiker der Norges Kommunistiske Parti (Norwegische Kommunistische Partei).

## Leben
Als Student war Hansteen an der Gründung der Gruppe Mot Dag beteiligt. Als im Jahre 1929 die Zusammenarbeit zwischen Mot Dag und der Norwegischen Kommunistischen Partei (NKP) aufhörte, verblieb er in der NKP. 1933 wurde er Rechtsanwalt mit Zulassung am höchsten norwegischen Gericht und 1936 juristischer Beistand des norwegischen Gewerkschaftsverbands AFL (heute: Landsorganisasjonen i Norge (LO)). Nach der deutschen Besetzung Norwegens wurde der gesetzmäßig gewählte Vorsitzende des Gewerkschaftsverbands Konrad Nordahl abgesetzt und Jens Tangen zum neuen Vorsitzenden bestimmt. Hansteen wirkte in dieser Zeit daran mit, die Versuche der faschistischen Nasjonal Samling abzuwehren, welche die Kontrolle über den Gewerkschaftsverband anstrebte.
Hansteen wurde am 10. September 1941 durch einen kurzen Prozess der deutschen Besatzungsmacht zum Tode verurteilt und während des Ausnahmezustands, der auf den „Milchstreik“ hin erlassen worden war, zusammen mit Rolf Wickstrøm hingerichtet; man ließ beide Leichen verbergen. Ihre Gräber wurden erst nach Ende des Krieges gefunden und die Leichen der beiden Männer wurden später zum Vår Frelsers Gravlund überführt.
An der Hinrichtungsstätte, der „Østre skytterlags bane“ (ein Schießplatz) bei Årvoll in Oslo, wurde 1948 ein Gedenkstein aus Granit (künstlerisch ausgeführt von Nic. Schiøll) mit einem Bronzerelief errichtet. Der Gedenkstein hat die Inschrift „Viggo Hansteen, Rolf Wickstrøm. De første offer i Norges frihetskamp 1940–45. Skutt av tyskerne 10. september 1941.“ (deutsch: „Viggo Hansteen, Rolf Wickstrøm. Die ersten Opfer in Norwegens Freiheitskampf 1940–45. Erschossen von den Deutschen am 10. September 1941.“) An Viggo Hansteen erinnert in Oslo auch ein Abschnitt des Ring 3, des großen Straßenringes rund um Oslo, welcher zwischen Smestadkrysset und Slemdalsveien zum Gedenken den Namen „Viggo Hansteens vei“ bekommen hat.
Hansteens Witwe Kirsten Hansteen wurde nach dem Krieg in der neuen Koalitionsregierung 1945 unter Einar Gerhardsen Norwegens erste Ministerin.